# Universidade Técnica de Moçambique
Universidade Técnica de Moçambique – prywatna uczelnia techniczna w Maputo. Decyzja o jej utworzeniu zapadła 26 grudnia 2002 roku, jednak działalność rozpoczęła w marcu 2003 roku. Na uczelni studiuje 2500 studentów oraz jest zatrudnionych 150 pracowników.
Na uczelnie znajdują się trzy wydziały: Wydział Nauk Technologicznych, Wydział Nauk Ekonomicznych i Społecznych oraz Wydział Nauk Prawnych.